# 2015年歐洲運動會芬蘭代表團
芬蘭預計將參加2015年6月12日至28日在亞塞拜然巴庫舉行的2015年歐洲運動會。

## 體操

### 有氧體操
芬蘭因為五位運動員於2013年歐洲有氧體操錦標賽的表現取得參賽配額。
- 團體 – 1隊5位運動員

### 競技體操
- 女子 – 1個參賽配額

### 韻律體操
芬蘭因為一位運動員於2013年歐洲韻律體操錦標賽的表現取得參賽配額。
- 個人 – 1個參賽配額